# قائمة الجامعات في إسبانيا
قائمة الجامعات في إسبانيا: (79 جامعة).

## منطقة أراغون
| الجامعة         | مقر إدارة الجامعة  | النوع      | اسم الجامعة بالإسبانية  |
| --------------- | ------------------ | ---------- | ----------------------- |
| جامعة سرقسطة    | سرقسطة             | جامعة عامة | Universidad de Zaragoza |
| جامعة سان خورخي | فيانويفا دي غاييغو | جامعة خاصة | Universidad San Jorge   |

## منطقة أستورياس
| الجامعة       | مقر إدارة الجامعة | النوع      | اسم الجامعة بالإسبانية |
| ------------- | ----------------- | ---------- | ---------------------- |
| جامعة أوفييدو | أوفييدو           | جامعة عامة | Universidad de Oviedo  |

## منطقة أندولسيا
| الجامعة                 | مقر إدارة الجامعة | النوع      | اسم الجامعة بالإسبانية                 |
| ----------------------- | ----------------- | ---------- | -------------------------------------- |
| جامعة المرية            | المرية            | جامعة عامة | Universidad de Almería                 |
| جامعة إشبيلية           | إشبيلية           | جامعة عامة | Universidad de Sevilla                 |
| جامعة بابلو دي أولابيدي | إشبيلية           | جامعة عامة | Universidad Pablo de Olavide           |
| جامعة أندولسيا الدولية  | إشبيلية           | جامعة عامة | Universidad Internacional de Andalucía |
| جامعة خاين              | خاين              | جامعة عامة | Universidad de Jaén                    |
| جامعة غرناطة            | غرناطة            | جامعة عامة | Universidad de Granada                 |
| جامعة قادس              | قادس              | جامعة عامة | Universidad de Cádiz                   |
| جامعة قرطبة             | قرطبة             | جامعة عامة | Universidad de Córdoba                 |
| جامعة مالقة             | مالقة             | جامعة عامة | Universidad de Málaga                  |
| جامعة ولبة              | ولبة              | جامعة عامة | Universidad de Huelva                  |
| جامعة لويولا أندولسيا   | إشبيلية           | جامعة خاصة | Universidad Loyola Andalucía           |
| جامعة ماربيا            | ماربيا            | جامعة خاصة | Universidad de Marbella                |

## منطقة إقليم الباسك
| الجامعة            | مقر إدارة الجامعة | النوع      | اسم الجامعة بالإسبانية     |
| ------------------ | ----------------- | ---------- | -------------------------- |
| جامعة إقليم الباسك | لايايوا           | جامعة عامة | Universidad del País Vasco |
| جامعة ديوستو       | بلباو             | جامعة خاصة | Universidad del Deusto     |
| جامعة موندراغون    | موندراغون         | جامعة خاصة | Universidad de Mondragón   |

## منطقةإكستريمادورا
| الجامعة            | مقر إدارة الجامعة | النوع      | اسم الجامعة بالإسبانية     |
| ------------------ | ----------------- | ---------- | -------------------------- |
| جامعة إكستريمادورا | بطليوس            | جامعة عامة | Universidad de Extremadura |

## منطقة بلنسية
| الجامعة                         | مقر إدارة الجامعة      | النوع      | اسم الجامعة بالإسبانية                              |
| ------------------------------- | ---------------------- | ---------- | --------------------------------------------------- |
| جامعة أليكانتي                  | سان فيثينتي ديل راسبيغ | جامعة عامة | Universidad de Alicante                             |
| جامعة ميغيل إرنانديث دي إلتشي   | إلش                    | جامعة عامة | Universidad Miguel Hernández de Elche               |
| جامعة خايمي الأول               | كاستيون دي لا بلانا    | جامعة عامة | Universidad Jaime I                                 |
| جامعة بلنسية                    | بلنسية                 | جامعة عامة | Universidad de Valencia                             |
| جامعة بلنسية التقنية            | بلنسية                 | جامعة عامة | Universidad Politécnica de Valencia                 |
| جامعة بلنسية سان فيثينتي مارتير | بلنسية                 | جامعة خاصة | Universidad Católica de Valencia San Vicente Mártir |
| جامعة جامعة بلنسية الدولية      | كاستيون دي لا بلانا    | جامعة خاصة | Universidad Internacional Valenciana                |
| جامعة ثي إي أو كاديرنال إريرا   | مونكادا                | جامعة خاصة | Universidad CEU Cardenal Herrera                    |

## منطقةجزر البليار
| الجامعة           | مقر إدارة الجامعة | النوع      | اسم الجامعة بالإسبانية            |
| ----------------- | ----------------- | ---------- | --------------------------------- |
| جامعة جزر البليار | بالما دي مايوركا  | جامعة عامة | Universidad de las Islas Baleares |

## منطقةجزر الكناري
| الجامعة                         | مقر إدارة الجامعة          | النوع      | اسم الجامعة بالإسبانية                    |
| ------------------------------- | -------------------------- | ---------- | ----------------------------------------- |
| جامعة لا لاغونا                 | سان كريستوبال دي لا لاغونا | جامعة عامة | Universidad de La Laguna                  |
| جامعة لاس بالماس دي غران كناريا | لاس بالماس دي غران كناريا  | جامعة عامة | Universidad de Las Palmas de Gran Canaria |

## منطقة غاليسيا
| الجامعة                      | مقر إدارة الجامعة      | النوع      | اسم الجامعة بالإسبانية                |
| ---------------------------- | ---------------------- | ---------- | ------------------------------------- |
| جامعة لا كورونيا             | لا كورونيا             | جامعة عامة | Universidad de La Coruña              |
| جامعة سانتياغو دي كومبوستيلا | سانتياغو دي كومبوستيلا | جامعة عامة | Universidad de Santiago de Compostela |
| جامعة فيغو                   | فيغو                   | جامعة عامة | Universidad de Vigo                   |

## منطقةقشتالة وليون
| الجامعة                          | مقر إدارة الجامعة | النوع      | اسم الجامعة بالإسبانية                         |
| -------------------------------- | ----------------- | ---------- | ---------------------------------------------- |
| جامعة برغش                       | برغش              | جامعة عامة | Universidad de Burgos                          |
| جامعة ليون                       | ليون              | جامعة عامة | Universidad de León                            |
| جامعة شلمنقة                     | شلمنقة            | جامعة عامة | Universidad de Salamanca                       |
| جامعة بلد الوليد                 | بلد الوليـد       | جامعة عامة | Universidad de Valladolid                      |
| الجامعة الكاثوليكية في آبلة      | آبلة              | جامعة خاصة | Universidad Católica de Ávila                  |
| جامعة آي أي                      | شقوبية            | جامعة خاصة | IE Universidad                                 |
| جامعة ميغيل دي ثربانتس الأوروبية | بلد الوليـد       | جامعة خاصة | Universidad Europea Miguel de Cervantes        |
| الجامعة الدولية إزابيلا الأولى   | برغش              | جامعة خاصة | Universidad Internacional Isabel I de Castilla |
| الجامعة البابوية في شلمنقة       | شلمنقة            | جامعة خاصة | Universidad Pontificia de Salamanca            |

## منطقة كاستيا لا منتشا
| الجامعة               | مقر إدارة الجامعة | النوع      | اسم الجامعة بالإسبانية            |
| --------------------- | ----------------- | ---------- | --------------------------------- |
| جامعة كاستيا لا منتشا | ثيوداد ريال       | جامعة عامة | Universidad de Castilla-La Mancha |

## منطقةكانتابريا
| الجامعة         | مقر إدارة الجامعة | النوع      | اسم الجامعة بالإسبانية   |
| --------------- | ----------------- | ---------- | ------------------------ |
| جامعة كانتابريا | سانتاندير         | جامعة عامة | Universidad de Cantabria |

## منطقةكتالونيا
| الجامعة                    | مقر إدارة الجامعة    | النوع      | اسم الجامعة بالإسبانية                |
| -------------------------- | -------------------- | ---------- | ------------------------------------- |
| جامعة كتالونيا التقنية     | برشلونة              | جامعة عامة | Universidad Politécnica de Cataluña   |
| جامعة بومبيو فابرا         | برشلونة              | جامعة عامة | Universidad Pompeu Fabra              |
| جامعة روبيرا الأول بيرجيلي | طراغونة              | جامعة عامة | Universidad Rovira i Virgili          |
| جامعة برشلونة              | برشلونة              | جامعة عامة | Universidad de Barcelona              |
| جامعة جيرونة               | جيرونة               | جامعة عامة | Universidad de Gerona                 |
| جامعة لاردة                | لاردة                | جامعة عامة | Universidad de Lérida                 |
| جامعة برشلونة المستقلة     | ساردانيولا ديل فاييس | جامعة عامة | Universidad Autónoma de Barcelona     |
| جامعة أباد أوليفا ثي إي أو | برشلونة              | جامعة خاصة | Universidad Abad Oliva CEU            |
| جامعة برشلونة المفتوحة     | برشلونة              | جامعة خاصة | Universidad Abierta de Cataluña       |
| جامعة كتالونيا الدولية     | برشلونة              | جامعة خاصة | Universidad Internacional de Cataluña |
| جامعة رامون يوي            | برشلونة              | جامعة خاصة | Universidad Ramon Llull               |
| جامعة فيتش                 | فيتش                 | جامعة خاصة | Universidad de Vich                   |

## منطقة لا ريوخا
| الجامعة        | مقر إدارة الجامعة | النوع      | اسم الجامعة بالإسبانية  |
| -------------- | ----------------- | ---------- | ----------------------- |
| جامعة لا ريوخا | لوغرونيو          | جامعة عامة | Universidad de La Rioja |

## منطقة مدريد
| الجامعة                        | مقر إدارة الجامعة      | النوع      | اسم الجامعة بالإسبانية                        |
| ------------------------------ | ---------------------- | ---------- | --------------------------------------------- |
| جامعة كومبلوتنسي بمدريد        | مدريد                  | جامعة عامة | Universidad Complutense de Madrid             |
| جامعة كارلوس الثالث بمدريد     | خيتافي                 | جامعة عامة | Universidad Carlos III de Madrid              |
| الجامعة الوطنية للتعليم عن بعد | مدريد                  | جامعة عامة | Universidad Nacional de Educación a Distancia |
| جامعة الملك خوان كارلوس        | موستوليس               | جامعة عامة | Universidad Rey Juan Carlos                   |
| جامعة مدريد التقنية            | مدريد                  | جامعة عامة | Universidad Politécnica de Madrid             |
| جامعة ألكالا                   | ألكالا دي إناريس       | جامعة عامة | Universidad de Alcalá                         |
| جامعة مدريد المستقلة           | مدريد                  | جامعة عامة | Universidad Autónoma de Madrid                |
| جامعة ألفونسو العاشر           | فيانويفا دي لا كانيادا | جامعة خاصة | Universidad Alfonso X el Sabio                |
| جامعة أنطونيو دي نبريخا        | أويو دي مانثاناريس     | جامعة خاصة | Universidad Antonio de Nebrija                |
| جامعة كاميلو خوسيه ثيلا        | فيانويفا دي لا كانيادا | جامعة خاصة | Universidad Camilo José Cela                  |
| جامعة ثي إي أو سان بابلو       | مدريد                  | جامعة خاصة | Universidad CEU San Pablo                     |
| الجامعة الأوروبية بمدريد       | فيافيثيوسا دي أودون    | جامعة خاصة | Universidad Europea de Madrid                 |
| جامعة فرانثيسكو دي فيتوريا     | بوثويلو دي ألاركون     | جامعة خاصة | Universidad Francisco de Vitoria              |
| جامعة كومياس البابوية          | مدريد                  | جامعة خاصة | Universidad Pontificia Comillas               |
| جامعة التعليم عن بعد           | مدريد                  | جامعة خاصة | Universidad a Distancia de Madrid             |

## منطقة مرسية
| الجامعة                       | مقر إدارة الجامعة | النوع      | اسم الجامعة بالإسبانية               |
| ----------------------------- | ----------------- | ---------- | ------------------------------------ |
| جامعة مرسية                   | مرسية             | جامعة عامة | Universidad de Murcia                |
| جامعة قرطاجنة التقنية         | قرطاجنة           | جامعة عامة | Universidad Politécnica de Cartagena |
| جامعة سان أنطونيو الكاثوليكية | مرسية             | جامعة خاصة | Universidad Católica San Antonio     |

## منطقة نافارا
| الجامعة             | مقر إدارة الجامعة | النوع      | اسم الجامعة بالإسبانية         |
| ------------------- | ----------------- | ---------- | ------------------------------ |
| جامعة نافارا العامة | مرسية             | جامعة عامة | Universidad Pública de Navarra |
| جامعة نافارا        | بنبلونة           | جامعة خاصة | Universidad de Navarra         |